# Potsdamer Havel

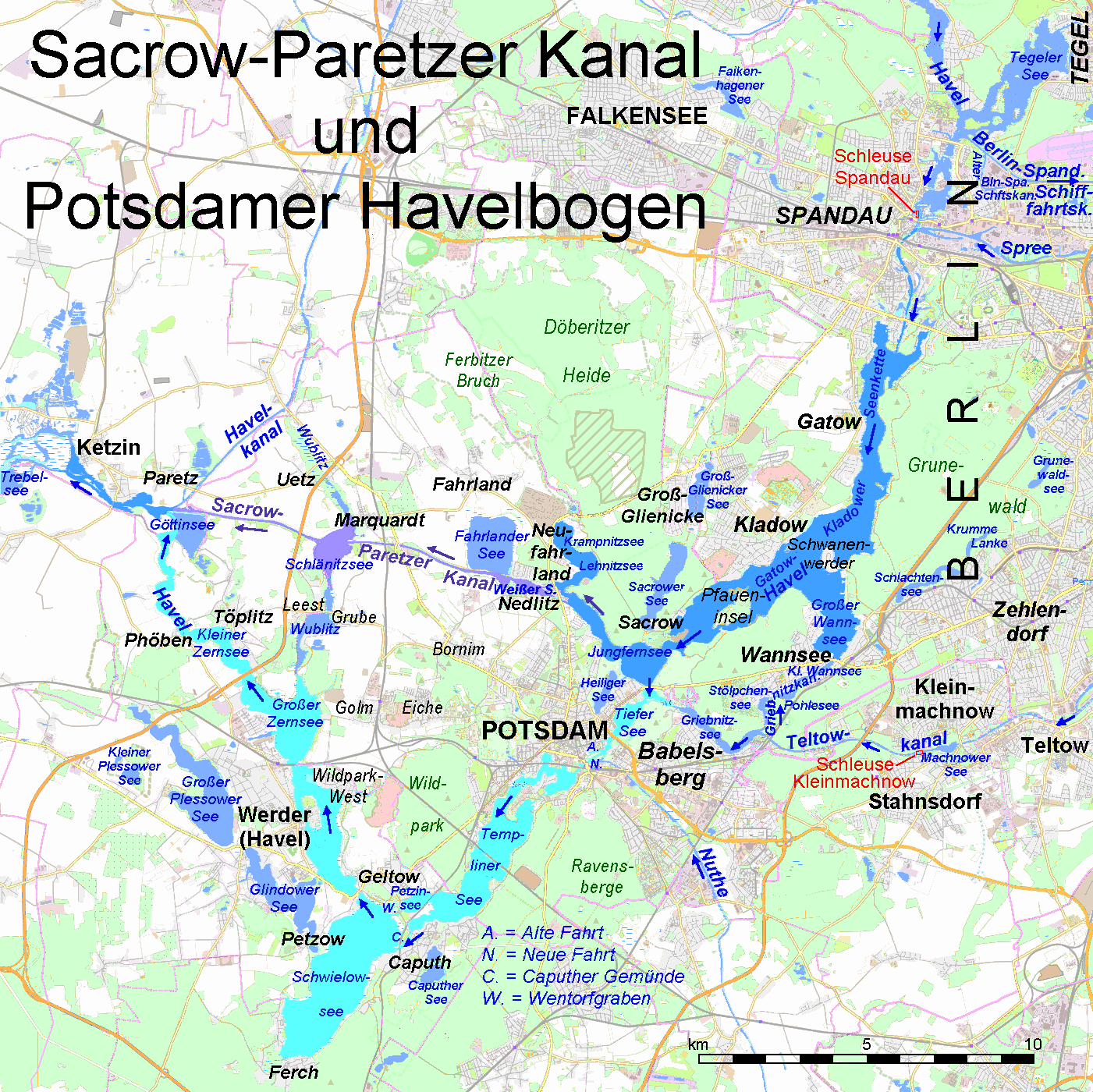
Sacrow-Paretzer Kanal
Potsdamer Havelbogen
in der Tabelle berücksichtigte Havelabschnitte oberhalb und unterhalb
sonstige Gewässer

Als Potsdamer Havel (PHv) wird ein Teilabschnitt des Flusses Havel im deutschen Bundesland Brandenburg bezeichnet. Die Länge der Wasserstraße beträgt 28,79 Kilometer. Sie ist eine Bundeswasserstraße der Wasserstraßenklasse IV mit Einschränkungen und gehört zur Unteren Havel-Wasserstraße, für die das Wasserstraßen- und Schifffahrtsamt Spree-Havel zuständig ist. Die Potsdamer Havel ist eine Aneinanderreihung großer, oft flacher Seen, immer wieder verbunden durch schmalere Flussabschnitte.

## Geschichte

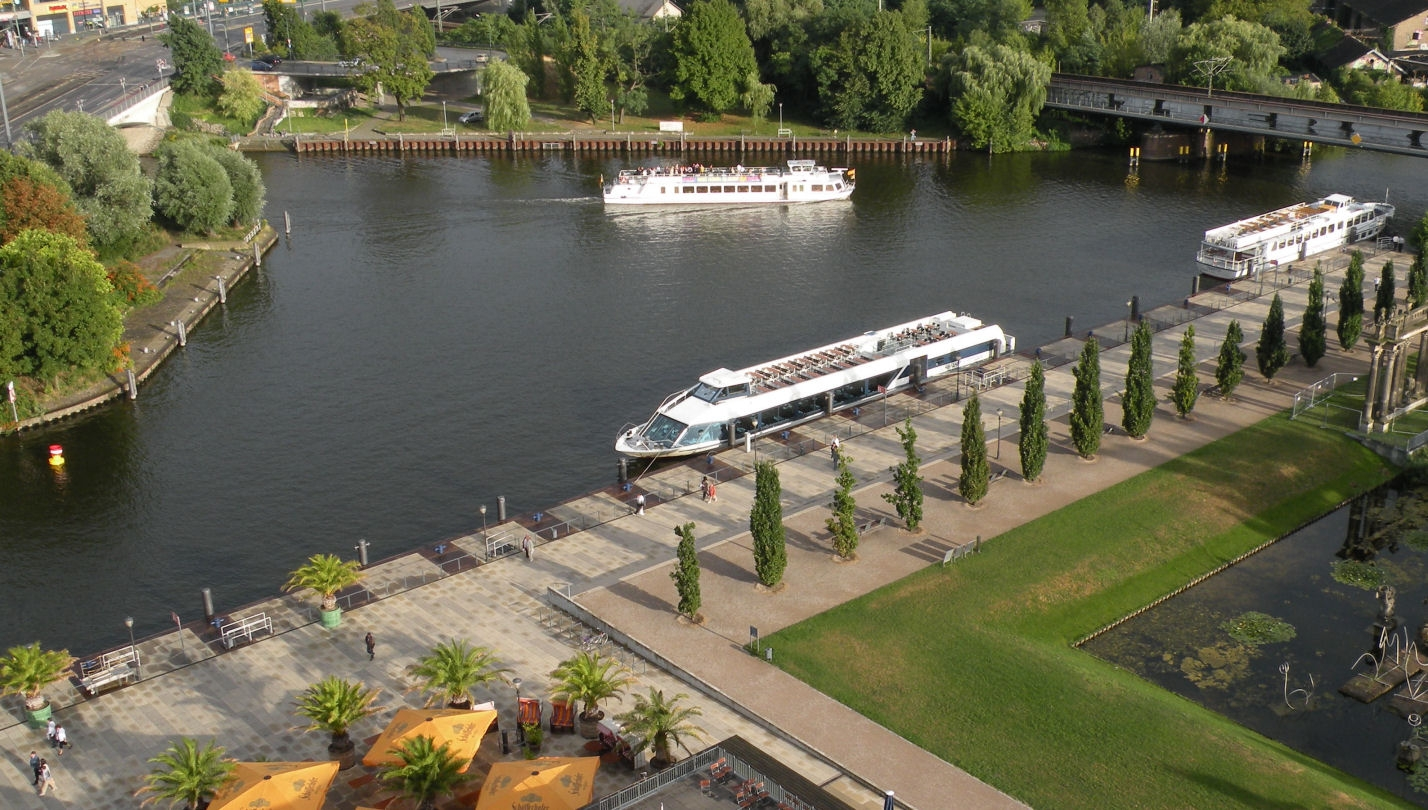
Fahrgasthafen zwischen Langer Brücke (links) und Eisenbahnbrücke in Potsdam

Die sich vom Jungfernsee zwischen Potsdam und Berlin bis zum Göttinsee erstreckende Potsdamer Havel mit ihrer Länge von knapp 29 Kilometern war bis 1876 Teil der Hauptstrecke der Unteren Havel-Wasserstraße, der Verbindung zwischen den Flüssen Spree und Elbe. Mit der Verkehrsfreigabe des Sacrow-Paretzer Kanals 1876 wurde sie zu einer Wasserstraße mit untergeordneter Bedeutung für die Frachtschifffahrt. Seit der deutschen Wiedervereinigung und dem daraus resultierenden Wegfall der Sperrung der Babelsberger Enge für die Schifffahrt und der Stilllegung mehrerer Firmen in Potsdam aus Wirtschaftlichkeits- und Umweltschutzgründen gibt es keine Frachtschifffahrt mehr auf der Potsdamer Havel.

## Flussverlauf

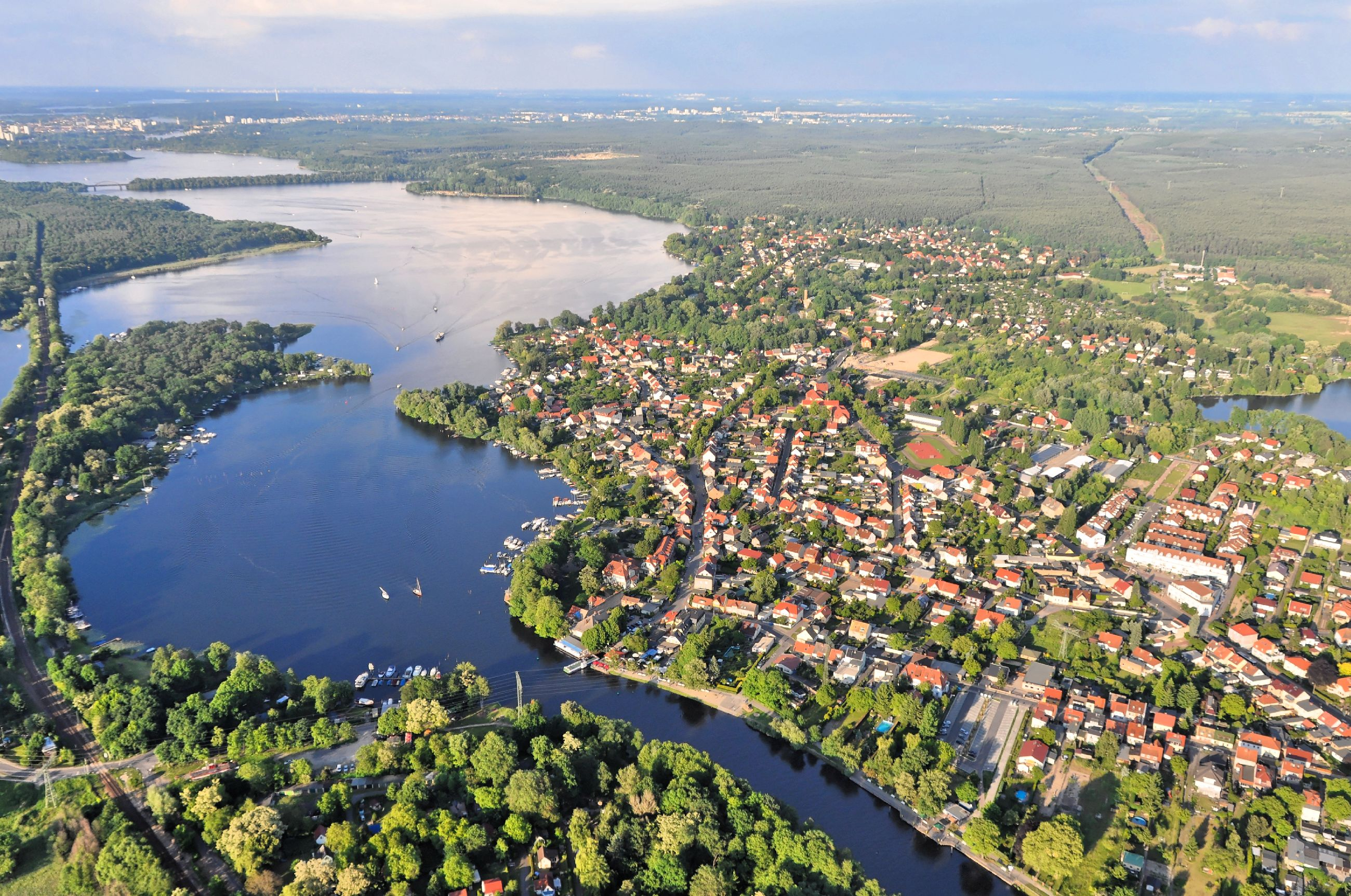
Östlicher Teil der Potsdamer Havel von Potsdam (links hinten, daneben Tiefer See) durch den Templiner See (mit Damm des Berliner Außenrings) bis Caputh (Vordergrund)

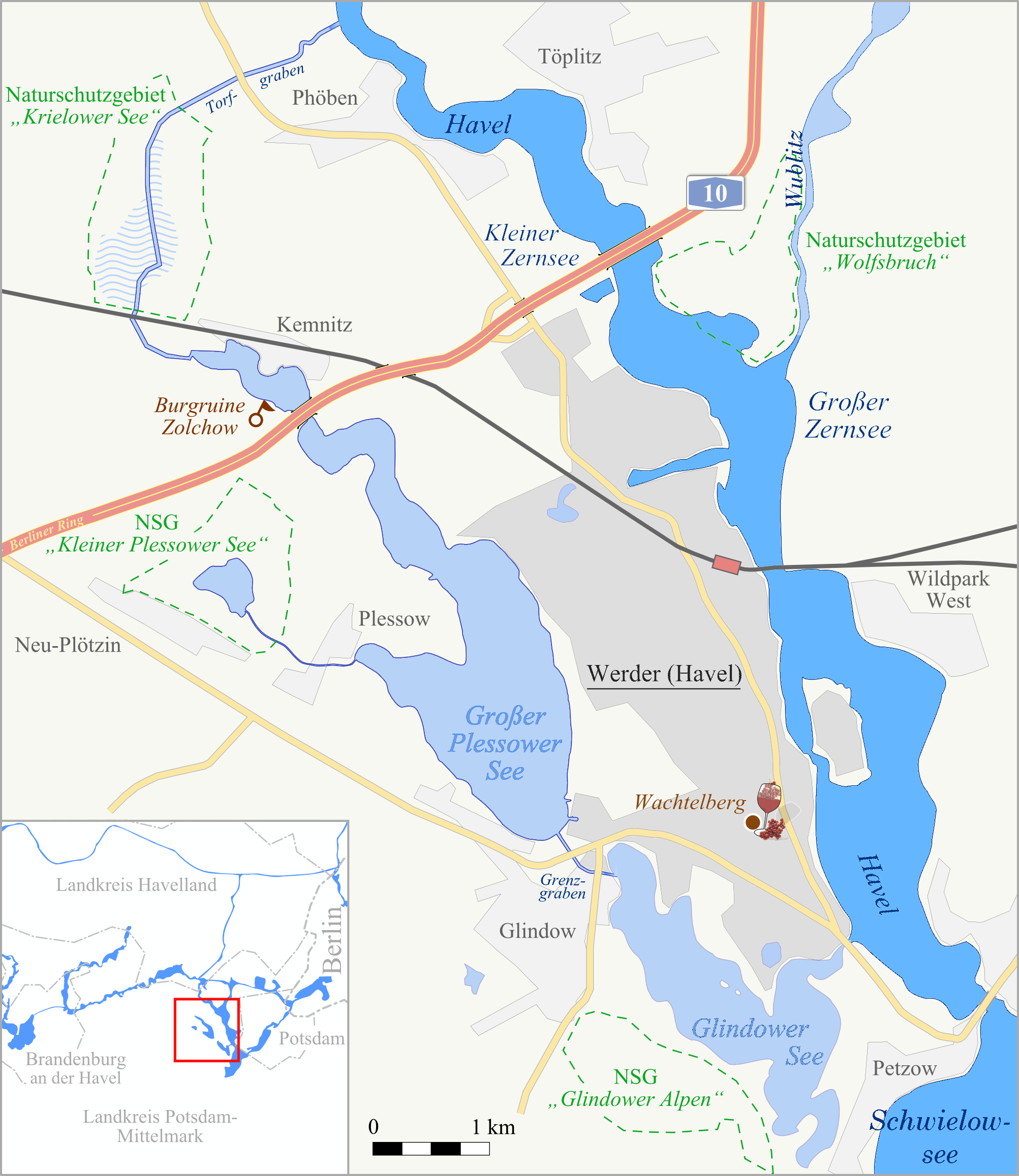
Westlicher Teil der Potsdamer Havel bei Werder

Die Bezeichnung Potsdamer Havel beginnt am Südende des Jungfernsees, an der Glienicker Brücke mit dem Kilometer 28, 61. Südlich der Glienicker Brücke zweigt bei km 28,37 mit der Glienicker Lake  der Teltowkanal nach Südosten ab. Als künstliche Wasserstraße verbindet er seit mehr als einhundert Jahren Havel, Dahme und Spree miteinander. An der Babelsberger Enge beginnt der Tiefe See zwischen Potsdam und seinem Ortsteil Babelsberg. Im Zentrum von Potsdam umfließt die Havel als Alte und Neue Fahrt die Freundschaftsinsel, einen kleinen innerstädtischen Park. Sie passiert den Hafen der Weissen Flotte, eine Eisenbahnbrücke der Bahnstrecke Berlin–Magdeburg und verbreitert sich seenartig. Nach den beiden Planitzinseln öffnet sich am rechten Ufer eine Einfahrt in die Neustädter Havelbucht im Zentrum von Potsdam. Über diese Einfahrt führt ebenfalls diese Eisenbahnstrecke. Zwischen der Insel Hermannswerder und dem Potsdamer Ufer Auf dem Kiewitt verkehrt eine Seilfähre für den Personentransport. Der folgende Templiner See wird durch einen in der Mitte der 1950er Jahre errichteten Bahndammes mit Eisenbahnbrücke geteilt. Am Ostufer des südlichen Teils des Templiner Sees befindet sich das Waldbad Templin. Ebenfalls am Ufer des Sees liegt ein kleiner Park mit dem Schloss Caputh. Die Potsdamer Havel fließt mit dem Erreichen der Gemeinde Schwielowsee durch das Caputher Gemünd weiter zum Schwielowsee. Über das Caputher Gemünd führt die Fähre Caputh, eine weitere Seilfähre und die Eisenbahnbrücke der Umgehungsbahn. Der Petziensee, eine kleine Ausbuchtung des Templiner Sees, ist mit dem Schwielowsee durch den künstlichen Wentorfgraben verbunden. Mit dem Erreichen des Schwielowsees biegt der Fluss nach Nordwesten ab und passiert zwischen Geltow und Petzow die Baumgartenbrücke. Am linken Ufer der seenartigen Flussverbreiterung vor Werder hat der Glindowsee eine Verbindung durch den Strenggraben mit der Havel. Über diese kleine kanalartige Wasserstraße führt die Strengbrücke. Nach dem Passieren der Inselstadt Werder unterquert sie noch einmal die Eisenbahnstrecke Berlin-Magdeburg und fließt dann als Großer und Kleiner Zernsee vorbei an den Havelauen und unter der Autobahnbrücke Phöben der BAB 10 hindurch wieder flussartig in Mäandern dem Göttinsee zu. Als rechter Nebenfluss mündet die Wublitz in den Großen Zernsee. Die letzten etwa eintausend Meter der Potsdamer Havel werden Bacherelle genannt. Mit Kilometer minus 0,18, bei Kilometer 32,59 der eigentlichen Unteren Havel-Wasserstraße, endet die Bezeichnung Potsdamer Havel.

### Besonderes
Eine Besonderheit stellt die Kilometrierung der Potsdamer Havel dar. Für gewöhnlich werden Flüsse bzw. Flussabschnitte fortlaufend in Fließrichtung, das heißt zu Tal kilometriert. Die Kilometrierung der Potsdamer Havel ist entgegengesetzt, zu Berg, gegen die Fließrichtung. Sie beginnt mit dem Kilometer 0,00 an der UHW am Göttinsee und endet in der UHW am Jungfernsee mit dem Kilometer 28,61.

## Hydrologie
Da die Havel nördlich von Potsdam durch den Sacrow-Paretzer Kanal kurzgeschlossen wird, nehmen nur noch 30 bis 45 % des Havelwassers den natürlichen Verlauf. Bei Trockenheit gelangt zwar sogar die Hälfte des durch Spandau geflossenen Wassers in die Potsdamer Havel, aber umso weniger davon fließt weiter nach Ketzin und Brandenburg. Zum einen wird dann viel mehr Brauchwasser entnommen als sonst, zum anderen gibt es auf den großen Wasserflächen der Seen eine erhebliche Verdunstung. Einen Anhalt bietet der Vergleich der Wasserführung des Sacrow-Paretzer Kanals mit den vor- und nachgeschalteten Havelabschnitten.
| Durchflüsse             | Havel: Spandau– Jungfernsee | Differenz | Kanal: Jungfernsee– Schlänitzsee |  | Kanal: Schlänitzsee– Göttinsee | Differenz | Havel: Göttinsee– Ketzin |
| Mittleres Hochwasser    | 107 m³/s                    | 37,1 m³/s | 72,9 m³/s                        |  | 74,6 m³/s                      | 60,4 m³/s | 135 m³/s                 |
| Mittelwasser            | 35,1 m³/s                   | 6,5 m³/s  | 28,6 m³/s                        |  | 32,4 m³/s                      | 18,3 m³/s | 50,7 m³/s                |
| Mittleres Niedrigwasser | 6,33 m³/s                   | 3,13 m³/s | 3,20 m³/s                        |  | 3,00 m³/s                      | 0,47 m³/s | 3,47 m³/s                |

## Brücken
Über die Potsdamer Havel und deren Seitengewässer führen insgesamt 20 Brücken.
→ Siehe Hauptartikel: Liste der Brücken über die Potsdamer Havel

## Fähren
Die Potsdamer Havel wird von zwei Seilfähren gequert. Die Fähre Kiewitt befördert nur Personen und Fahrräder zwischen der Halbinsel Hermannswerder und dem Ufer Auf dem Kiewitt. Die Fähre Caputh, genannt Tussy II, über das Caputher Gemünd, befördert neben Personen und Fahrrädern auch Kraftfahrzeuge.

## Tourismus und der Fluss
Da die Potsdamer Havel von Frachtschiffen nicht mehr genutzt und nur von wenigen Fahrgastschiffen befahren wird, entwickelte sie sich zu einem beliebten Revier für Sportboote aller Größen und Klassen.

## Karten
- Folke Stender: Redaktion Sportschifffahrtskarten Binnen 1, Nautische Veröffentlichung Verlagsgesellschaft ISBN 3-926376-10-4.
- Autorenkollektiv W. Ciesla, H. Czesienski, W. Schlomm, K. Senzel, D. Weidner: Schiffahrtskarten der Binnenwasserstraßen der Deutschen Demokratischen Republik 1:10.000, Band 3, Herausgeber: Wasserstraßenaufsichtsamt der DDR, Berlin 1988 OCLC 830889996